# Oncophorus dichotomus
Oncophorus dichotomus là một loài rêu trong họ Dicranaceae. Loài này được P. Beauv. Brid. mô tả khoa học đầu tiên năm 1826.